# The Complete Studio Albums (1983-2008)
The Complete Studio Albums (1983–2008) è un box set della cantante statunitense Madonna, pubblicato dalla Warner Bros. Records il 26 marzo 2012, stessa data di uscita dell'album MDNA. Include tutti gli 11 album in studio di Madonna dal 1983 al 2008. La copertina consiste in un collage delle copertine degli album contenuti.

## Album contenuti
- Madonna (Remastered 2001)
- Like a Virgin (Remastered 2001)
- True Blue (Remastered 2001)
- Like a Prayer
- Erotica (Explicit Version)
- Bedtime Stories
- Ray of Light
- Music (International Version)
- American Life
- Confessions on a Dance Floor
- Hard Candy